# اتحاد الولايات المتحدة لكرة القاعدة
اتحاد الولايات المتحدة لكرة القاعدة (بالإنجليزية: United States Baseball Federation) هو الجهة المسؤولة عن تنظيم رياضة كرة القاعدة في الولايات المتحدة الأمريكية تأسس عام 1965.

## المنتخبات الوطنية
- منتخب الولايات المتحدة لكرة القاعدة
  - منتخب الولايات المتحدة تحت 18 سنة لكرة القاعدة
- منتخب الولايات المتحدة لكرة القاعدة للسيدات

## وصلات خارجية
الموقع الرسمي